# Solenostomus
Solenostomus es un género de peces singnatiformes de la familia Solenostomidae.
Se denominan comúnmente peces pipa fantasma o falsos peces pipa. Su nombre científico significa boca de tubo, del griego, solen = tubo + griego, stoma = boca.
Sus especies se asocian a arrecifes de coral y fondos blandos, en aguas tropicales de los océanos Índico y Pacífico.

## Morfología
Tienen la boca en forma de tubo, y la cabeza en horizontal con el cuerpo, que es relativamente corto y comprimido, con placas óseas estrelladas. Se diferencian de las especies de la familia Syngnathidae por la presencia de aletas ventrales, aletas dorsales secundarias, y por tener todas las aletas grandes y desarrolladas. También por ser las hembras las que incuban los huevos, en el caso de Solenostomus.
• Las hembras tienen una bolsa incubadora entre sus grandes aletas ventrales. 
• Los machos pueden alcanzar entre 4,7 y 17 cm de longitud total, según la especie.

## Especies
El Registro Mundial de Especies Marinas reconoce las siguientes especies:
- Solenostomus armatus Weber, 1913
- Solenostomus cyanopterus Bleeker, 1854
- Solenostomus halimeda Orr, Fritzsche & Randall, 2002
- Solenostomus leptosoma Tanaka, 1908
- Solenostomus paegnius Jordan & Thompson, 1914
- Solenostomus paradoxus (Pallas, 1770)

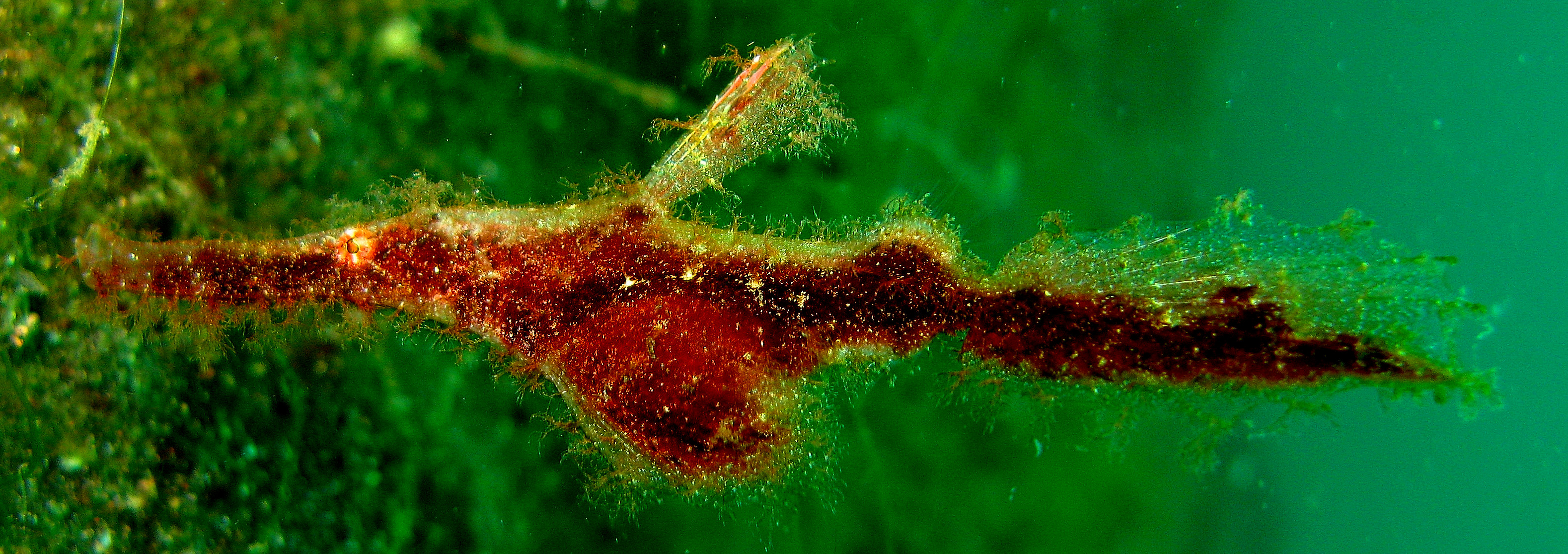
Solenostomus cyanopterus
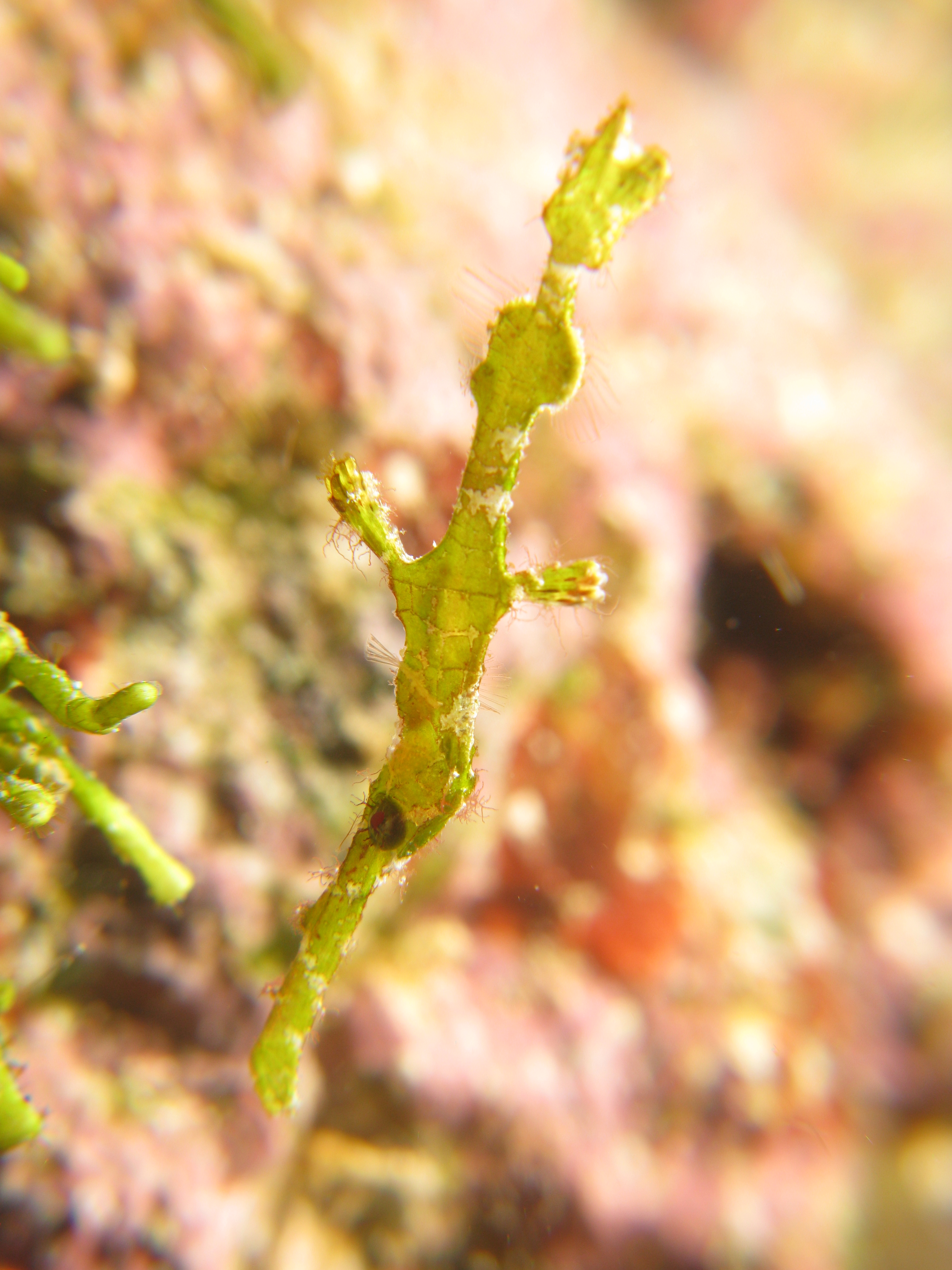
Solenostomus halimeda
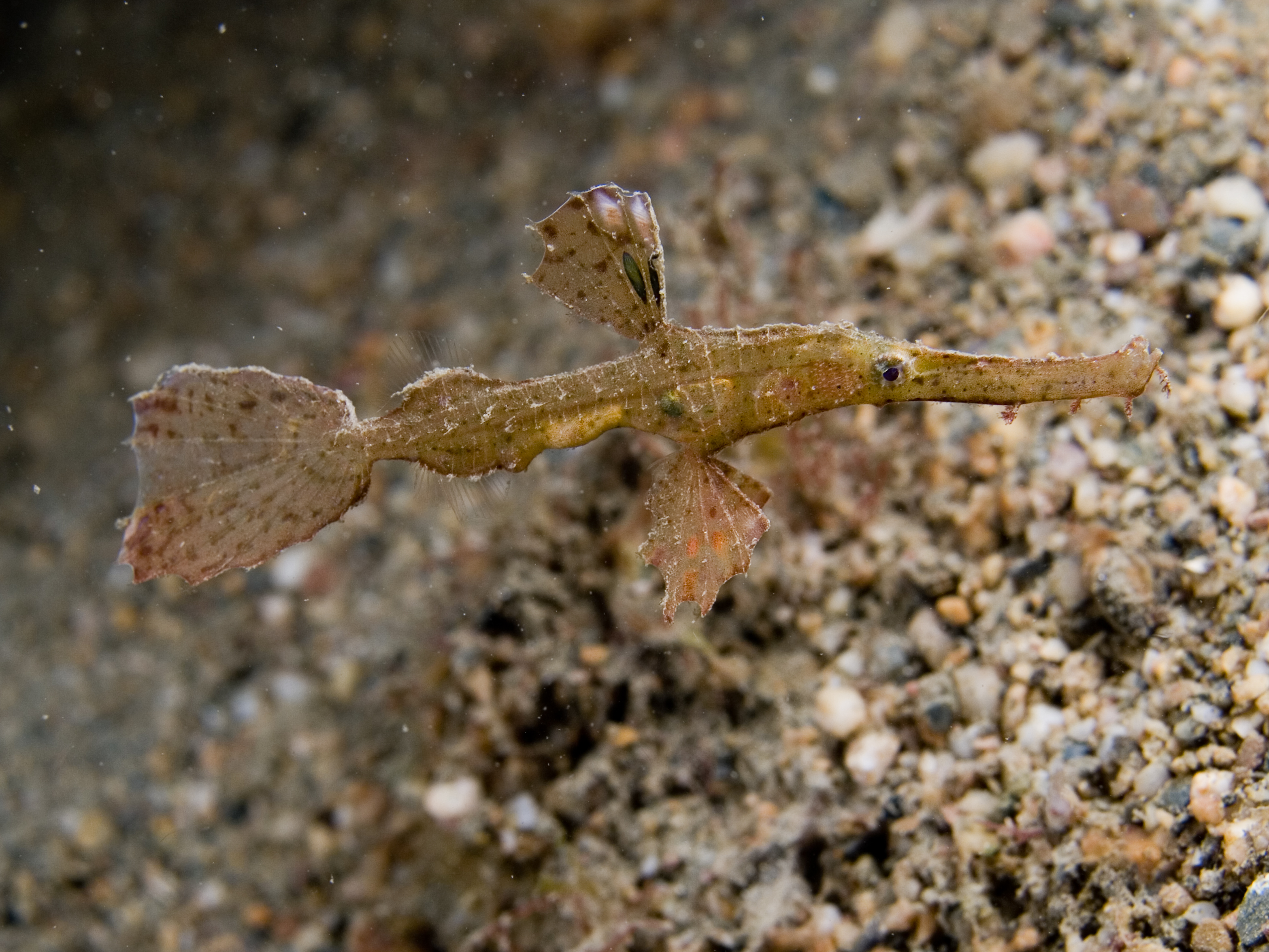
Solenostomus leptosoma
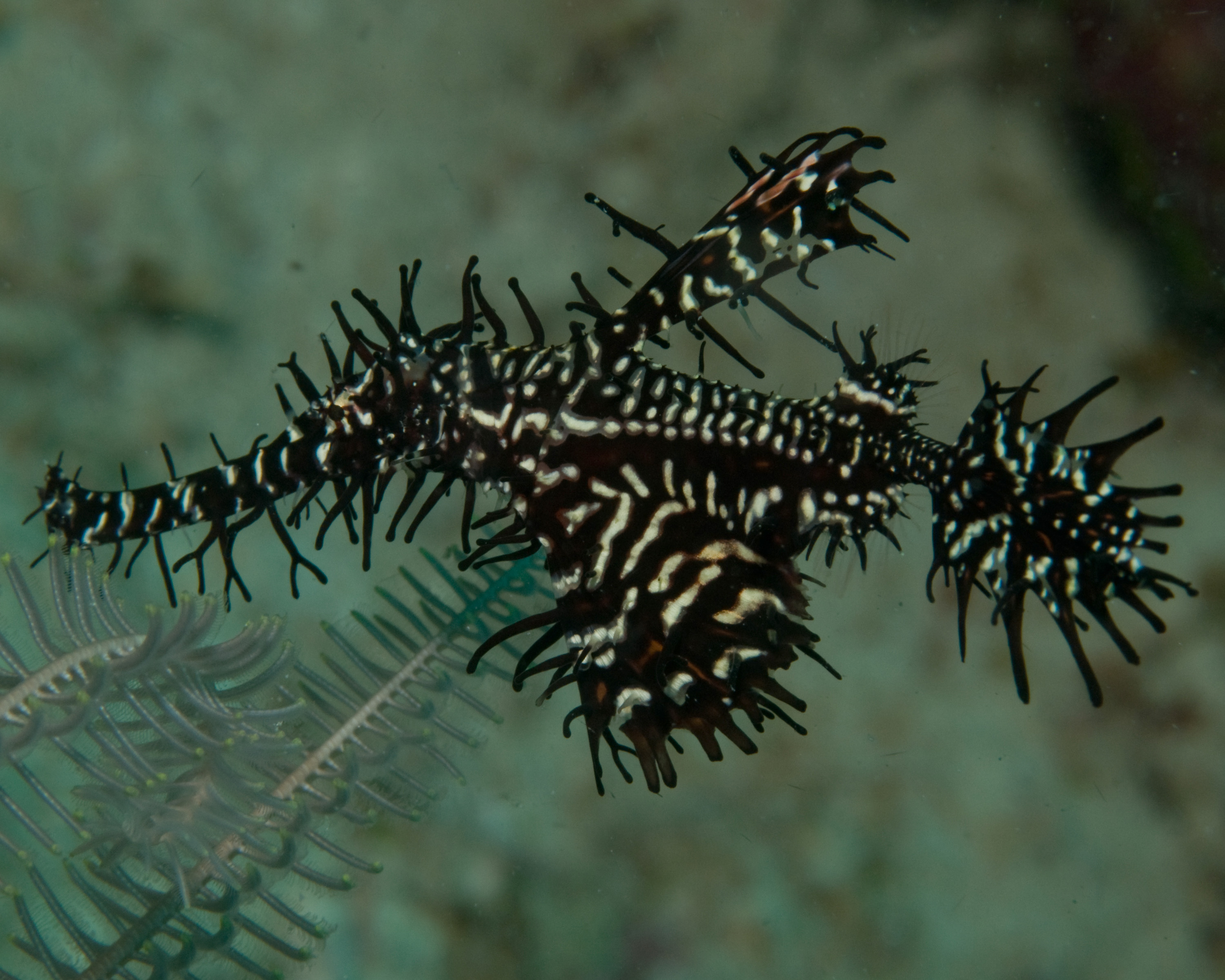
Solenostomus paradoxus

## Reproducción
Son ovovivíparos y la hembra transporta los huevos en una bolsa entre sus aletas ventrales. Cuando eclosionan surgen individuos perfectamente formados, transparentes, de unos 30 a 50 mm, según la especie, que permanecen bastante tiempo en estado pelágico, hasta que casi alcanzan el tamaño adulto, lo que contribuye a su dispersión. 

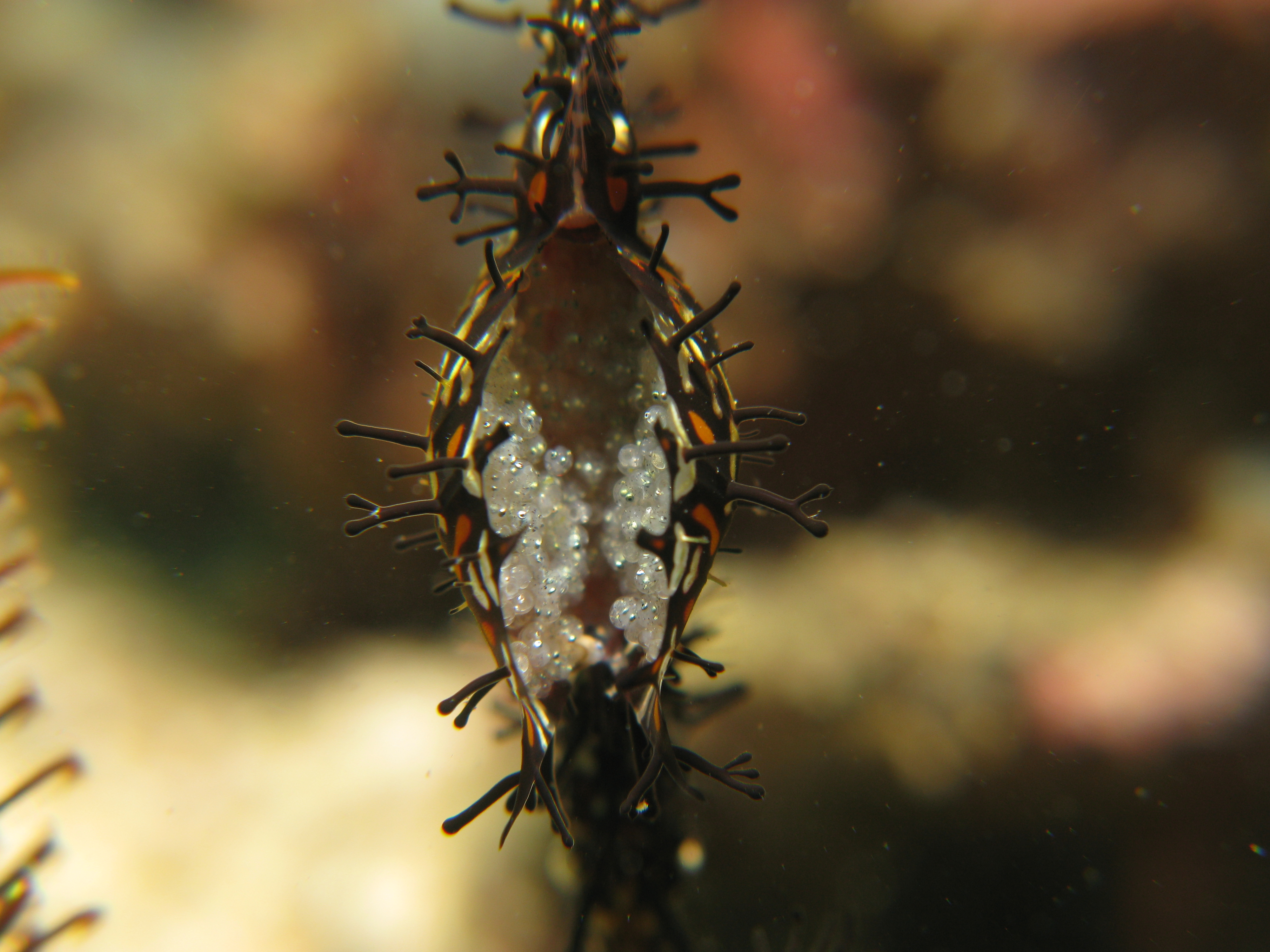
Bolsa incubadora entre las aletas ventrales de la hembra
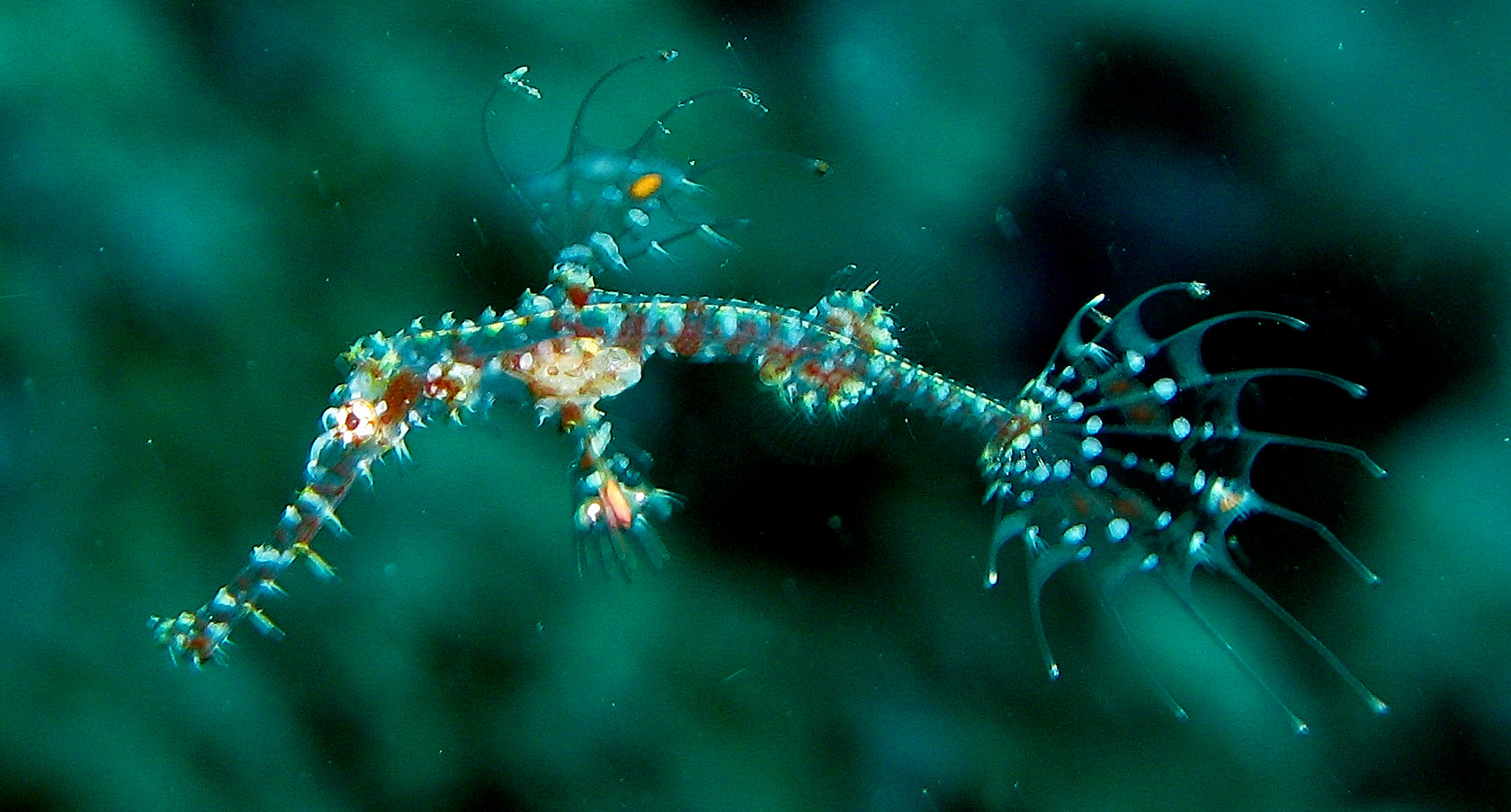
Ejemplar juvenil de S. paradoxus

## Hábitat y comportamiento
Son peces de mar, de clima tropical, y asociados a los arrecifes de coral, praderas de algas y fondos blandos. Se les ve normalmente inclinados boca abajo,  en fondos de escombros y arenosos, en busca de sus presas.
Su rango de profundidad se extiende desde los 2 hasta los 200 metros.
Los adultos suelen ir en parejas, en ocasiones en agregaciones de pocos individuos. 

## Distribución geográfica
Se encuentran desde el Mar Rojo y el África Oriental, hasta el Pacífico, delimitando su rango Tonga al este, el Japón al norte y Australia al sur.